# Holger Andreasen
Aage Carl Holger Andreasen (født 20. juni 1911 i København, død 9. juni 1968) var en dansk direktør og SIS-agent.
Andreassen blev merkantilt uddannet i ind- og udland og indtrådte i 1932 i faderens firma, Holger Andreasen AS, som han i 1937 blev medindehaver af og direktør for. Han havde udstrakte forbindelser i udlandet, især England og Tyskland, og rejste meget. På nogle af disse rejser virkede han som kurer for udenrigsministeriet og fik derigennem også berøring med diplomatiske kredse, og senere også politiske. Således havde han forbindelse til Eigil Thune Jacobsen, som var rigspolitichef og senere justitsminister i samlingsregeringerne under Stauning 1940-1942, Buhl 1942 og Scavenius 1942-1945.
I Tyskland havde Andreasen blandt andet kontakt til I.G. Farben hvis hovedagent han var i Danmark. Andreasen havde oprindeligt visse sympatier for udviklingen i Tyskland, men svingede over, og anså Tyskland for fjenden efter besættelsen af Danmark. Han fik gennem sine rejser og kontakter forbindelse til engelske kredse, og da han i 1942 under et ophold i Wien fra en ungarsk ingeniør Szenasy fik oplysninger om udviklingen af et hemmeligt tysk raketvåben, opsøgte han den britiske konsul i Stockholm for at videregive disse oplysninger. Denne henviste ham til de stedlige repræsentanter for den engelske Secret Intelligence Service (SiS). C. Cheshire og V. Hampton, der engagerede Andreasen som britisk agent i Danmark. SIS-myndigheder i Stockholm lod derved hånt om den aftale, der var indgået mellem SIS og SOE, om at kun SOE måtte operere i Danmark og SIS gennem Danmark. Hans dækbetegnelse blev R 34. R var initialerne for SIS-kontoret i Stockholm. R 34 betegnede både Andreasen som agent og den organisation som han opbyggede i Danmark. Hans nære medarbejdere blev flylederen Otto Kiertzner , reserveofficeren Gerald Salicath  og officeren Poul Sæbye. Fra foråret 1943 opererede Andreasen et net, der efterhånden nående op på 40-50 personer. Oplysninger blev videresendt til Stockholm ad egne kanaler og med egne kurerer.
I løbet af foråret 1943 var Generalstabens Efterretningstjeneste vidende om hans virksomhed. Som forretningsmand kunne Andreasen rejse frit frem og tilbage til Stockholm, hvor han også fik kontakt med Ebbe Munck , født Hans Ebbe Munck  i efteråret 1943 arbejdede han en kort overgang sammen med Svend Truelsen , der udgjorde en del af Generalstabens Efterretningssektion. Andreasen hævdede, at han støttede Truelsen økonomisk og var interesseret i at gøre ham til sin næstkommanderende. Dette blev dog ikke til noget, og samarbejdet gled ud. Den 18. januar 1944 blev Andreasen arresteret af tyskerne, formentlig stukket af en af sine egne kurerer, og R 34–nettet smuldrede. Under afhøringen udleverede han bl.a oplysninger om den engelske SIS organisation i Stockholm, men ikke mange konkrete oplysninger om hvilke informationer, der var videregivet til englænderne. Den 15. september 1944 blev han sendt til Porta Westfalica-Barkhausen, Neuengamme, som han overlevede. Han var senere med i bestyrelsen for Foreningen af danske fanger i Porta.
Vurderingen af Andreasens virksomhed som SIS-agent har været meget forskellig og usikker og er også vanskelig, så længe der ikke er adgang til relevante engelske arkiver. Beviseligt var det, at hans organisation var en af de kanaler gennem hvilke, englænderne fik oplysninger om V1-missilet, der landede på Bornholm. Ebbe Munck betegnede ham som ”Den store doublecrosser”, men dobbeltagent har han efter alt at dømme ikke været. Efter besættelsen fortsatte han sin forretningsvirksomhed og var fra 1956 koreansk konsul. Han var Ridder af Dannebrog.
Han boede på landstedet Heslehøj i Hellerup.